# Graysville (Alabama)
Pour les articles homonymes, voir Graysville.
Graysville est une ville américaine située dans le comté de Jefferson en Alabama.
Selon le recensement de 2010, Graysville compte 2 165 habitants. La municipalité s'étend sur 16,92 milles carrés (43,82 km2), exclusivement des terres.

## Démographie
| 1900 | 1910 | 1920 | 1930 | 1950 | 1960  | 1970  | 1980  |
| ---- | ---- | ---- | ---- | ---- | ----- | ----- | ----- |
| 319  | 428  | 244  | 879  | 879  | 2 870 | 3 182 | 2 642 |

| 1990  | 2000  | 2010  | - | - | - | - | - |
| ----- | ----- | ----- | - | - | - | - | - |
| 2 241 | 2 344 | 2 165 | - | - | - | - | - |